# Parafia św. Michała Archanioła w Szybowicach
Parafia świętego Michała Archanioła w Szybowicach – rzymskokatolicka parafia w Szybowicach, należąca do dekanatu Prudnik w diecezji opolskiej

## Historia
Parafia w Szybowicach była wzmiankowana już w 1335 roku w rejestrze dziesięcin Galharda de Carceribus.
W połowie 1944 parafia, do której oprócz Szybowic należał również Wierzbiec, liczyła 1100 wiernych, natomiast z początkiem grudnia 1945 – 1500 osób, w tym 900 nowo przybyłej po wojnie ludności. Pod koniec 1946 parafia liczyła 2099 wiernych.

## Duszpasterze

### Kapłani po 1945
- ks. Ludwik Rutyna
- ks. Roman Flakiewicz
- ks. Tadeusz Podkówka
- ks. Mariusz Budziarek